# Jinghe
Jinghe (léase Chin-Jó, en chino, 精河县; pinyin, Jīnghé xiàn; literalmente, ‘río Jing’) también conocida en mongol solo como  Jing (en mongol: Жин, romanizado: Jing, lit. 'genial'; en chino, 精; pinyin, Jīn) es un condado bajo la administración directa de la Prefectura Bortala en la Región autónoma de Sinkiang, República Popular China. Su área es de 11 187 km² y su población total para 2010 superó los 141 mil habitantes.

## Administración
Desde octubre de 2019, el condado Jinghe se divide en 5 pueblos que se administran en 4 poblados y 1 villa.